# Stiphrolamyra bipunctata
Stiphrolamyra bipunctata là một loài ruồi trong họ Asilidae. Stiphrolamyra bipunctata được Loew miêu tả năm 1858. Loài này phân bố ở vùng nhiệt đới châu Phi.